# Вілтон (Нью-Гемпшир)
Вілтон (англ. Wilton) — місто (англ. town) в США, в окрузі Гіллсборо штату Нью-Гемпшир. Населення — 3896 осіб (2020).

## Демографія
Згідно з переписом 2010 року, у місті мешкало 3677 осіб у 1418 домогосподарствах у складі 1015 родин. Було 1530 помешкань
Расовий склад населення:
| - 97,1 % — білих - 0,5 % — чорних або афроамериканців - 0,5 % — азіатів - 0,2 % — корінних американців |

До двох чи більше рас належало 1,5 %. Частка іспаномовних становила 1,4 % від усіх жителів.
За віковим діапазоном населення розподілялося таким чином: 23,5 % — особи молодші 18 років, 64,6 % — особи у віці 18—64 років, 11,9 % — особи у віці 65 років та старші. Медіана віку мешканця становила 42,1 року. На 100 осіб жіночої статі у місті припадало 98,5 чоловіків;  на 100 жінок у віці від 18 років та старших — 99,2 чоловіків також старших 18 років.
Середній дохід на одне домашнє господарство  становив 93 190 доларів США (медіана — 74 162), а середній дохід на одну сім'ю — 110 347 доларів (медіана — 89 900). Медіана доходів становила 51 990 доларів для чоловіків та 41 857 доларів для жінок. За межею бідності перебувало 3,0 % осіб, у тому числі 4,6 % дітей у віці до 18 років та 0,0 % осіб у віці 65 років та старших.
Цивільне працевлаштоване населення становило 2192 особи. Основні галузі зайнятості: освіта, охорона здоров'я та соціальна допомога — 21,2 %, виробництво — 18,9 %, науковці, спеціалісти, менеджери — 14,2 %, роздрібна торгівля — 10,6 %.